# Mamestra concolor
Mamestra concolor är en fjärilsart som beskrevs av Edward Alfred Cockayne 1944. Mamestra concolor ingår i släktet Mamestra och familjen nattflyn. Inga underarter finns listade i Catalogue of Life.